# پونیو روی صخره کنار دریا
پونیو روی صخره کنار دریا (ژاپنی: 崖の上のポニョ هپبورن: Gake no Ue no Ponyo) یک فیلم فانتزی انیمیشنی ژاپنی محصول سال ۲۰۰۸، به نویسندگی و کارگردانی هایائو میازاکی که توسط استودیو جیبلی ساخته شده‌است. پونیو به طور کلی بدون استفاده از گرافیک کامپیوتری ساخته شده، و به صورت سنتی یک انیمیشن با دست کشیده شده است. این هشتمین فیلم میازاکی برای استودیو گیبلی (جیبوری) و به‌طور کلی دهمین فیلمی است که توسط او کارگردانی شده‌است. از صداپیشگان این فیلم می‌توان به توموکو یاماگوچی، یوریئا نانا، هیروکی دوی، یوکی آمامی، جرج توکورو، آکیکو یانو، کازوکو یوشیوکی و نارائوکا توموکو اشاره کرد.
داستان فیلم درباره یک ماهی طلایی جادویی به نام پونیو است که با یک پسر ۵ ساله به نام سُسْکه دوست می‌شود و آرزو دارد تبدیل به یک دختر انسان شود. این فیلم در ۱۹ ژوئیه ۲۰۰۸ در ژاپن و ۱۴ اوت ۲۰۰۹ در آمریکا منتشر شده‌است. فیلم با واکنش‌های بسیار مطلوبی از سوی منتقدان همراه بود، و در هفته اول فروش در آمریکا، عنوان نهمین فیلم پرفروش را در بین ۱۰ فیلم برتر، و همچنین چهارمین فیلم انیمه‌ای تمام زمان را به خود اختصاص داد، و در کل به فروشی بیش از ۲۰۳ میلیون دلار در سراسر جهان دست یافت.

## چکیده داستان
داستان فیلم درباره یک ماهی طلاهی به نام پونیو است که با خواهرهای خود در آکواریوم پدرش، فوجیموتو که یک جادوگر است واقع در قلعه‌ای زیر دریا زندگی می‌کند. پونیو آرزو دارد چیزهای بیشتری در این دنیا را مشاهده کند، پس تصمیم می‌گیرد از خانه خود فرار کند و به جای دیگری برود. او توسط یک عروس دریایی از خانه خود خارج شده و به دور دست‌ها می‌رود. پونیو در کنار ساحل توسط پسری به نام سوسکه نجات پیدا می‌کند و او را به خانه خود می‌برد. 

## شرح داستان
«فوجیموتو»، جادوگری که زمانی انسان بوده، اکنون در زیر دریا با دخترش «برونهیلده» و تعداد زیادی از خواهران کوچکترش زندگی می‌کند؛ خواهرانی که شبیه ماهی قرمز هستند اما صورت‌هایی انسانی دارند. هنگام گشت‌وگذاری دریایی با زیردریایی چهارپره‌ای پدرشان، برونهیلده مخفیانه از جمع جدا می‌شود و سوار بر یک عروس دریایی به سطح می‌آید. پس از برخورد با یک تور کف‌روب ماهیگیری، درون یک شیشهٔ شفاف گیر می‌افتد و به‌سمت ساحل شهری کوچک و ماهیگیری شناور می‌شود، جایی که پسربچه‌ای پنج‌ساله به نام «سوسوکه» او را نجات می‌دهد. سوسوکه برای شکستن شیشه از سنگ استفاده می‌کند و انگشتش را می‌برد. برونهیلده خونش را می‌لیسد و زخم تقریباً بلافاصله بهبود می‌یابد. سوسوکه او را «پونیو» می‌نامد و قول می‌دهد که از او محافظت کند. در همین حال، فوجیموتوی پریشان، که گمان می‌برد دخترش دزدیده شده، با نگرانی به‌دنبال او می‌گردد. او ارواح موج را فرامی‌خواند تا پونیو را بازگردانند، و سوسوکه دل‌شکسته و سردرگم از این واقعه باقی می‌ماند. این ماجرا موجب توفانی بزرگ شبیه به طوفان‌های سهمگین در جنوب ژاپن می‌شود.
پونیو از آن‌که پدرش او را با نام اصلی‌اش صدا می‌زند امتناع می‌کند و اعلام می‌کند که می‌خواهد انسانی به نام پونیو باشد. او با جادویی که از خون انسانی سوسوکه دریافت کرده، به‌طور جادویی شروع به دگرگونی به انسان می‌کند. فوجیموتو او را به شکل واقعی‌اش بازمی‌گرداند و برای احضار مادر پونیو، «گران ماماره»، می‌رود. در این میان، پونیو با کمک خواهرانش از دست پدر می‌گریزد و به‌طور ناخواسته با استفاده از جادوی او، خود را به انسان تبدیل می‌کند. رهاسازی این حجم از جادو به دریا تعادل طبیعت را بر هم می‌زند و باعث وقوع سونامی می‌شود. پونیو نزد سوسوکه بازمی‌گردد، که با دیدن دوبارهٔ او شگفت‌زده و شاد می‌شود. مادر سوسوکه، «لیزا»، اجازه می‌دهد پونیو در خانه‌شان بماند. لیزا پس از فروکش کردن سونامی، برای رسیدگی به ساکنان خانهٔ سالمندانی که در آن کار می‌کند، خانه را ترک می‌کند و قول می‌دهد هرچه زودتر بازگردد.
«گران ماماره» به زیردریایی فوجیموتو می‌رسد. پدر سوسوکه، «کوئیچی»، او را در حال سفر می‌بیند و به‌عنوان الههٔ رحمت می‌شناسد. فوجیموتو متوجه می‌شود که ماه از مدارش خارج شده و ماهوارهها مانند شهاب‌سنگ در حال سقوط‌اند؛ نشانه‌هایی از بی‌تعادلی خطرناک در طبیعت. گران ماماره او را آرام می‌کند و می‌گوید که اگر سوسوکه بتواند یک آزمون را با موفقیت بگذراند، پونیو می‌تواند به‌عنوان انسان زندگی کند و تعادل طبیعت بازخواهد گشت. فوجیموتو، که همچنان نگران است، یادآور می‌شود که اگر سوسوکه در آزمون شکست بخورد، پونیو به کف دریا بدل خواهد شد.
روز بعد، سوسوکه و پونیو درمی‌یابند که بیشتر خشکی‌های اطراف خانه زیر آب رفته‌اند. چون لیزا نمی‌تواند بازگردد، تصمیم می‌گیرند به‌دنبال او بروند. با استفاده از جادوی پونیو، قایق پاپ-پاپ سوسوکه بزرگ می‌شود تا بتوانند در آب‌ها سفر کنند. آن‌ها جانوران دریایی متعلق به دوران دونین پسین و مردمی را که سوار قایق‌ها هستند می‌بینند. اما زمانی‌که به جنگل می‌رسند، پونیو خسته شده و به خواب می‌رود و قایق کم‌کم به اندازهٔ اصلی‌اش بازمی‌گردد. سوسوکه، پونیو را تا ساحل می‌کشاند و در آن‌جا خودروی رهاشدهٔ لیزا را پیدا می‌کند. هنگام ادامهٔ مسیر، پونیو به‌طور مرموزی به شکل ماهی بازمی‌گردد. در همین حال، گران ماماره به لیزا و سالمندان خانهٔ سالمندان این توانایی را می‌دهد که موقتاً در آب نفس بکشند. پونیو و سوسوکه با فوجیموتو روبه‌رو می‌شوند، که دربارهٔ بی‌تعادلی طبیعت به پسر هشدار می‌دهد و از او می‌خواهد پونیو را بازگرداند. با وجود تلاش برای فرار، فوجیموتو آن‌ها را دستگیر می‌کند و به خانهٔ سالمندان می‌برد که اکنون محافظت‌شده است.
سوسوکه با لیزا دیدار می‌کند و با گران ماماره آشنا می‌شود، که گفت‌وگویی طولانی با لیزا داشته است. گران ماماره از سوسوکه می‌پرسد که آیا می‌تواند پونیو را دوست بدارد، چه انسان باشد و چه ماهی؛ و سوسوکه تأیید می‌کند که چنین احساسی دارد. سپس او به دخترش می‌گوید که اگر تصمیم دارد به‌طور دائم به انسان تبدیل شود، باید از قدرت‌های جادویی‌اش چشم بپوشد. پونیو می‌پذیرد و درون حبابی قرار می‌گیرد که به سوسوکه سپرده شده و از او خواسته می‌شود با بوسیدن آن، فرایند دگرگونی پونیو را کامل کند. با این کار، تعادل طبیعت بازمی‌گردد. کشتی‌هایی که پیش‌تر گرفتار شده بودند، به سوی بندر بازمی‌گردند. فوجیموتو تصمیم دخترش را محترم می‌شمرد و باور می‌کند که می‌تواند به سوسوکه اعتماد کند. سپس پونیو با شادی به هوا می‌پرد و سوسوکه را می‌بوسد، و دگرگونی‌اش به انسان کامل می‌شود.

## جستار های وابسته
وقتی مارنی آنجا بود